# Rue des Guillemins
Pour les articles homonymes, voir Guillemins.
La rue des Guillemins est l'artère principale du quartier du même nom. C'est une rue commerçante avec de nombreux restaurants.

## Histoire
Dès la création de la gare en 1842, il s'avère indispensable qu'une rue la relie au quartier d'Avroy en pleine expansion.
Au début, cette rue menant à la gare s’appela tout à fait logiquement rue de la Station ; elle ne deviendra la rue des Guillemins qu'en 1862. En 1864, elle est bordée de deux rangées d'arbres, mais ceux-ci seront abattus en 1881 pour entrave à la circulation.
C'était une des rues empruntées par l'ancien tramway de Liège depuis 1871. Un retour du tram dans cette rue avec le projet de création d'une ou deux lignes n'est pas retenu. Le tram passera par la rue Paradis et l'avenue Blonden.

## Rues adjacentes
- Boulevard d'Avroy
- Avenue Blonden
- Avenue Rogier
- Rue de Serbie
- Rue des Ixellois
- Rue Dartois
- Rue Sohet
- Rue du Plan Incliné
- Place des Guillemins